# Poriskina
Poriskina là một chi bướm ngày thuộc họ Lycaenidae.